# Blogger (platformă)
Blogger este o platformă care permite publicarea gratuită de bloguri și construcția de website-uri cu adresă proprie. Blogger a fost lansat în data de 23 august 1999 de Pyra Labs, care a fost cumpărată în 2003 de compania Google. Blogurile și site-urile susținute de Blogger sunt găzduite de Google.
Blogurile cărora li se atribuie gratuit o adresă de internet sunt integrate subdomeniului blogspot.com. Până în 2010, Blogger permitea utilizatorilor să publice bloguri și site-uri găzduite pe alte servere, prin intermediul sistemului File Transfer Protocol (FTP). Începând cu 1 mai 2010 toate acestea au fost mutate pe serverele Google.
Pentru website-urile susținute de Blogger există opțiunea de integrare a URL-urilor particularizate. URL-urile particularizate sunt redirecționate spre Blogger, prin intermediul facilităților Domain Name System (DNS). Spre deosebire de WordPress, Blogger nu necesită instalarea pe un server web.

## Adrese blogger specifice pentru fiecare țară în parte
Din februarie 2013 Blogger a început integrarea unor adrese URL specifice fiecărei țări în parte. De pildă, adresa exampleuserblogname.blogspot.com este redirecționată automat spre exampleuserblogname.blogspot.ca, în Canada; spre exampleuserblogname.blogspot.co.uk, în Regatul Unit etc. Blogger a explicat că prin această inițiativă conținutul blogurilor poate fi controlat la nivelul fiecărei țări în parte. Dacă materialele publicate contravin legilor dintr-o țară anume, blogul devine restricționat în acea țară, fără a afecta liberul acces al utilizatorilor din celelalte state. Totuși, trebuie precizat că dacă URL-ul specific unei țări anume a fost blocat, din punct de vedere tehnic accesarea este posibilă în continuare datorită opțiunii No Country Redirect creată de Google. Se tastează în bara de adrese URL-ul obișnuit cu terminația blogspot.com, după care se tastează /ncr.

## Template-urile Blogger
Un template de website este un șablon aplicat în cadrul unei platforme, pentru a crea designul unei pagini web. Acesta este și termenul folosit de platforma Blogger pentru șabloanele de webdesign care pot fi folosite pentru blogurile și site-urile construite aici.
Blogger oferă utilizatorilor posibilitatea de a alege template-ul dorit și de a-l personaliza. Există mii de astfel de template-uri. De asemenea, utilizatorii pot alege să-și creeze propriul template, folosind coduri CSS.
Blogger folosește așa numitele widgeturi sau gadgeturi, care echivalează cu plug-in-urile din WordPress, deosebirea fiind că în cazul WordPress există un număr mult mai mare de plug-in-uri. Un widget este o facilitate pusă la dispoziție în vederea îndeplinirii unor funcții specifice, de natură să modifice template-ul blogului sau al siteului și conținutul acestuia.

## Parametri  maximali
Blogger are următorii parametri maximali cu privire la stocarea de conținut și la lățimea de bandă:
- Descrierea blogului / siteului = 500 caractere.
- Număr de etichete (labels) = 5000 etichete unice per blog / site; 20 etichete unice per articol.
- Număr de imagini = 15 GB stocare gratuită (depozitare comună pentru Google Drive, Google+ și Gmail). Însă pentru utilizatorii care au cont Google+, imaginile mai mici de 2048 x 2048 pixeli nu sunt înregistrare în cadrul acestei limite de stocare. Pentru utilizatorii care nu au cont Google+, doar imaginile mai mici de 800 x 800 pixeli nu sunt incluse în limita spațiului de stocare.[6]
- Dimensiunea imaginilor = În cazul imaginilor postate prin intermediul Blogger Mobile, există o limită de 250 K per imagine.
- Numărul de articole = Nu există o limitare a numărului de articole.
- Mărimea paginilor = Paginile individuale (pagina principală sau paginile de prezentare a arhivei) au limită de 1 MB.
- Pagini de sine stătătoare = 20 de pagini de sine stătătoare, cum sunt de exemplu paginile Contact, Despre, Termeni și condiții etc.
- Autori = Până la 100 de autori per blog / site.
- Favicon = Orice imagine pătrată, mai mică de 100 KB.

## Avantajele Blogger
- Hosting gratuit.
- Page Rank bun, obținut în câteva luni de zile.
- Template ușor de modificat, construit dintr-un singur file .xml + widgeturi.
- Indexarea websiteului în mai puțin de 24 de ore de la momentul în care este creat.
- Indexarea bună a articolelor, în câteva minute de la publicare.
- Interfață ușor de administrat.
- Adresa de website particularizată, folosind unul dintre domeniile internaționale, cum ar fi .com.